# ブックエンズ
ブックエンズは、日本・大阪出身のポップバンド。寺田貴彦（dr&vo）・中藤世以（vo&G）・野々村芳嗣（key）・平田剣吾（Bass）の4人。
2016年結成。中藤・寺田、2人のソングライター兼ボーカルを擁するポップバンド。
ライブを中心に活動しているが、結成当初から楽曲制作・レコーディングを重ねており、2019年9月に初のシングル「バイバイサマー」、2019年12月に2ndシングル「涙でちょうだい」、2020年5月に3rdシングル「カーニバル2020」を配信限定でリリース。
2022年3月23日に初のCDフルアルバム「はじめてのブックエンズ」をリリース。
音楽評論家の上柴とおる氏によるライナーノーツにて「これは全曲、シングルのA面で出したくなるような」と評される。
2023年3月4日、木村カエラのMagic Musicの作曲者としても知られるライナス・オブ・ハリウッドの来日公演のオープニングアクト＆バックバンドを務め反響を呼ぶ。
2023年3月23日に5曲入りEP「silver tabby EP」を配信限定でリリース。
iTunes Store ポップトップアルバムで最高42位を記録し一部の音楽ファンの間で「ポップが過ぎる」と好評を得ている。

## 概要
2016年結成。寺田と野々村はエヴリデイ・ピープル、中藤はTatefuji 、という別のバンドで長く活動していたが、お互いのバンドがそれぞれの事情で活動休止に。両者は何度かライヴハウスの対バンで友好を深めており、当時からお互いの音楽性にも共感していたことから、活動休止になってしまった同士が自然に一緒にやるようになった。
当初は、中藤・寺田・野々村の3人で活動。その後、平田が加入。オーソドックスな4人編成になる。バンドは基本、二人のソングライターが各々の楽曲のメインヴォーカルをとる、という形をとっており、それぞれの違った作風がよい具合にマッチし、それがバンドの色として確立されることを目指している。

## メンバー
- 寺田貴彦（てらだ たかひこ） ドラム、ボーカル。大阪府出身。
- 中藤世以（なかふじ せい）ボーカル、ギター。兵庫県出身。
- 野々村芳嗣（ののむら よしつぐ） キーボード。大阪府出身。
- 平田剣吾（ひらた けんご） ベース。宮崎県出身。

## ディスコグラフィ

### シングル
1. バイバイサマー（2019年9月30日 ※配信限定シングル)
2. 涙でちょうだい（2019年12月9日 ※配信限定シングル）
3. カーニバル2020（2020年5月16日 ※配信限定シングル）

### アルバム
1. はじめてのブックエンズ（2022年3月23日 ※先行配信2022年2月23日)

### EP
1. silver tabby EP（2023年3月23日 ※配信限定)